# Ingemar Wallén

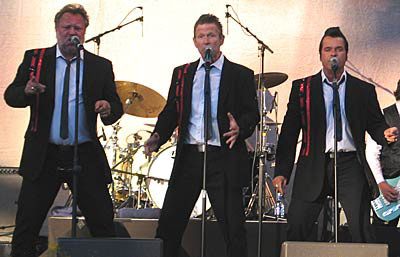
Ingemar Wallén (längst till vänster) med The Boppers på Gröna lund 2004

Ingemar Wallén, född 30 november 1954, är en svensk musiker. 

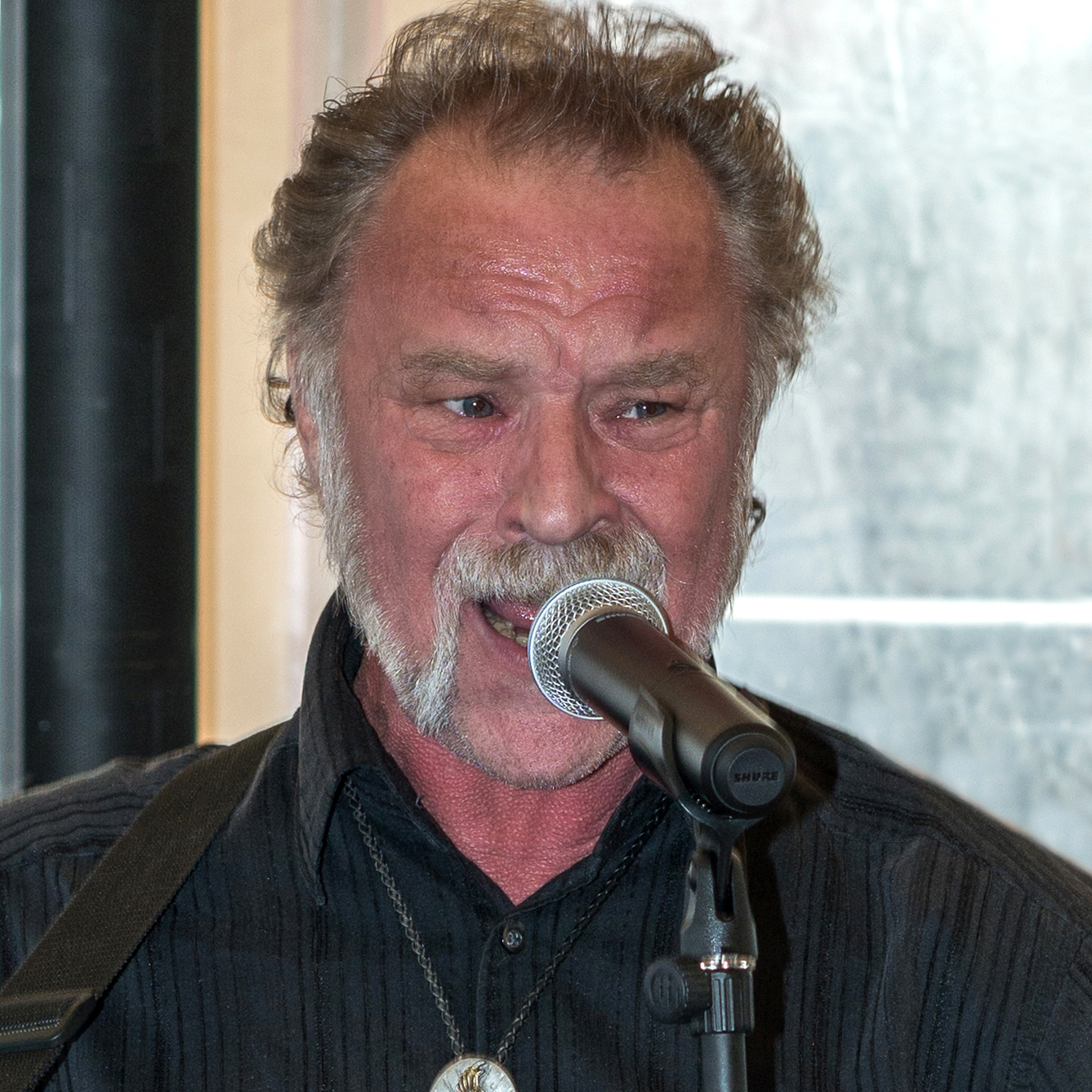
Ingemar Wallén i Vaxholm, juli 2014

Ingemar Wallén är en av frontfigurerna i The Boppers som bildades i Hässelby i slutet av 1970-talet. Wallén var ursprungligen trumslagare i gruppen men övergick sedan till gitarr. Han medverkade i showen Jerka på Göta Lejon och har även dubbat en av rösterna i den tecknade filmen Hitta Nemo. Walléns mest kända komposition är Snart kommer det en vind, som han skrev tillsammans med Pugh Rogefeldt. Rogefeldts version toppade Svensktoppen flera veckor 1990. Walléns egen version kom på skiva först 2014 på albumet Rikoschett.
Ingemar Wallén är känd för att ha en stark basröst, vilket framkommer bland annat i låten "Under the Boardwalk".

## Diskografi
2014 : Rikochett